# Lazar Frankfurter
Lazar Frankfurter (ur. ok. 1830, zm. 1874 w Bielsku) – niemiecki rabin, w latach 1864–1874 pierwszy rabin Bielska.

## Życiorys
Urodził się na Morawach w rodzinie rabina Triestu – Josefa Frankfurtera. Około 1860 ukończył studia i w 1864 objął funkcję pierwszego oficjalnego rabina gminy żydowskiej w Bielsku. Oprócz pełnienia funkcji rabinackich nauczał on także religii w bielskich szkołach średnich. 
Jest pochowany na cmentarzu żydowskim przy ulicy Cieszyńskiej w Bielsku-Białej. Jego nagrobek został skradziony podczas II wojny światowej. 10 maja 2009 odsłonięto nowy nagrobek, upamiętniający m.in. Lazara Frankfurtera.